# Philip Barry Tomlinson
Philip Barry Tomlinson (1932) is een Amerikaanse botanicus.
Tussen 1949 en 1955 werd hij opgeleid aan de University of Leeds. In 1953 behaalde hij hier zijn B.Sc.. Tijdens zijn studie verrichtte hij onder meer onderzoek op het Jodrell Laboratory van de Royal Botanic Gardens, Kew. In 1955 behaalde hij een Ph.D. met het proefschrift Studies in the Systematic Anatomy of the Zingiberaceae.
Tussen 1955 en 1956 had Tomlinson een functie als postdoc bij de Universiti Malaya en de Singapore Botanic Gardens. Tussen 1956 en 1959 was hij universitair docent aan de University College of the Gold Coast (tegenwoordig bekend als de University of Ghana in Greater Accra (Ghana). Tussen 1960 en 1971 was hij actief als wetenschappelijk onderzoeker bij de Fairchild Tropical Botanic Garden in Coral Gables (Florida). Tussen 1965 en 1971 was hij tevens actief als onderzoeker in de houtanatomie voor de Maria Moors Cabot Foundation for Botanical Research bij de Harvard University. Tussen 1971 en 2001 was hij actief als hoogleraar in de biologie aan de Harvard University.
Vanaf 2001 is Tomlinson hoogleraar in de tropische botanie voor de National Tropical Botanical Garden op Kauai (Hawaï) en emeritushoogleraar aan de Harvard University. Voor de National Tropical Botanical Garden houdt hij zich onder meer bezig met onderzoek naar mangroveplanten, naaktzadigen en palmen.
Tomlinson heeft zich gespecialiseerd in de morfologie en anatomie van eenzaadlobbigen (met name tropische taxa), planten die zijn geassocieerd met de zee in tropische gebieden zoals mangrove en zeegras, morfologie en anatomie van houtige planten uit de tropen, kwantificatie van plantenvormen, ontwikkelingsmorfologie van coniferen en de functionele correlaties tussen stuifmeelstructuur en kegelvruchtmorfologie van coniferen.
Tomlinson heeft onder meer veldwerk verricht in West-Afrika, Zuidoost-Azië, eilanden in de Grote Oceaan (onder meer Fiji, de Caraïben, Midden-Amerika en Australazië (vooral Nieuw-Zeeland). Hij is (mede)auteur van artikelen in botanische tijdschriften als American Journal of Botany en Botanical Journal of the Linnean Society.
Tomlinson is lid van meerdere wetenschappelijke organisaties, waaronder de Linnean Society of London, de Botanical Society of America, de International Association for Plant Taxonomy, de Association for Tropical Biology en de International Association of Wood Anatomists.
In 1990 kreeg Tomlinson de Merit Award van de Botanical Scoiety of America. In 1999 gaf de Linnean Society of London hem de Linnean Medal vanwege zijn verdiensten voor de botanie. In 2002 onderscheidde het Smithsonian Institution hem met de José Cuatrecasas Medal vanwege zijn verdiensten voor de tropische botanie.